# 24 Ore di Le Mans 1997

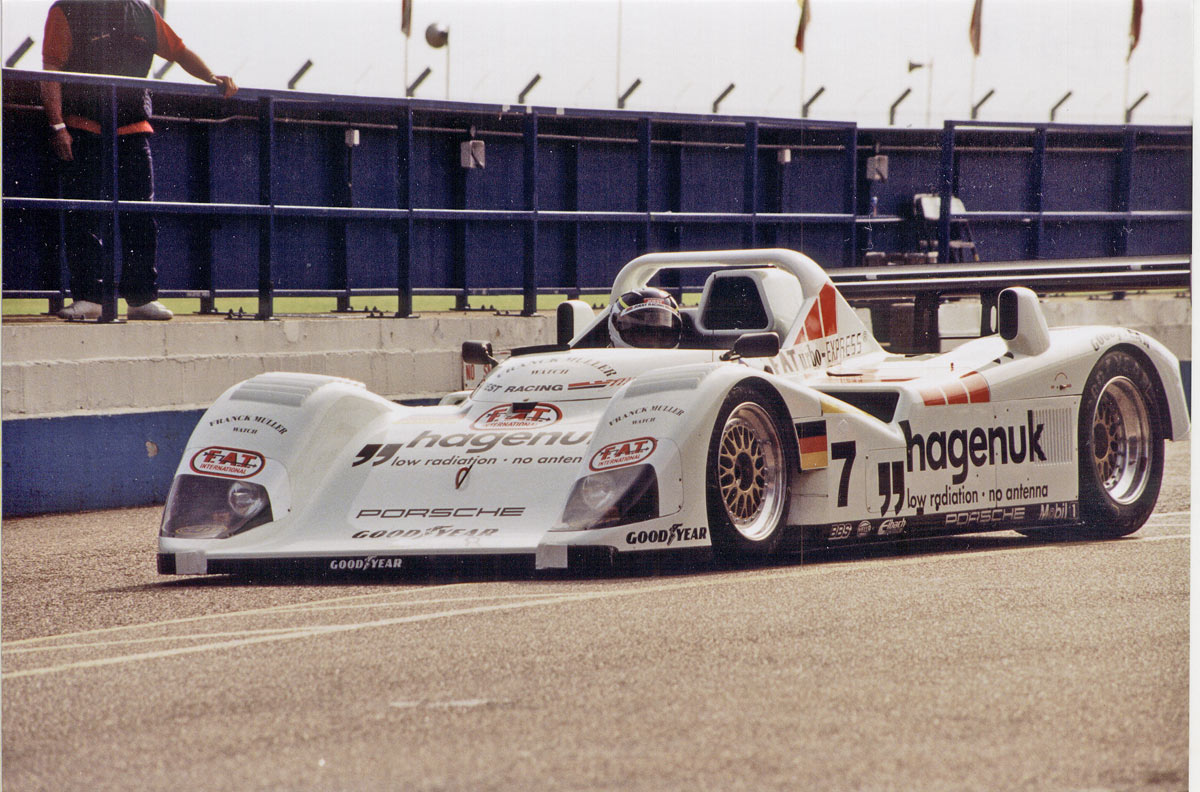
La TWR-Porsche WSC-95 #7 vincitrice della corsa

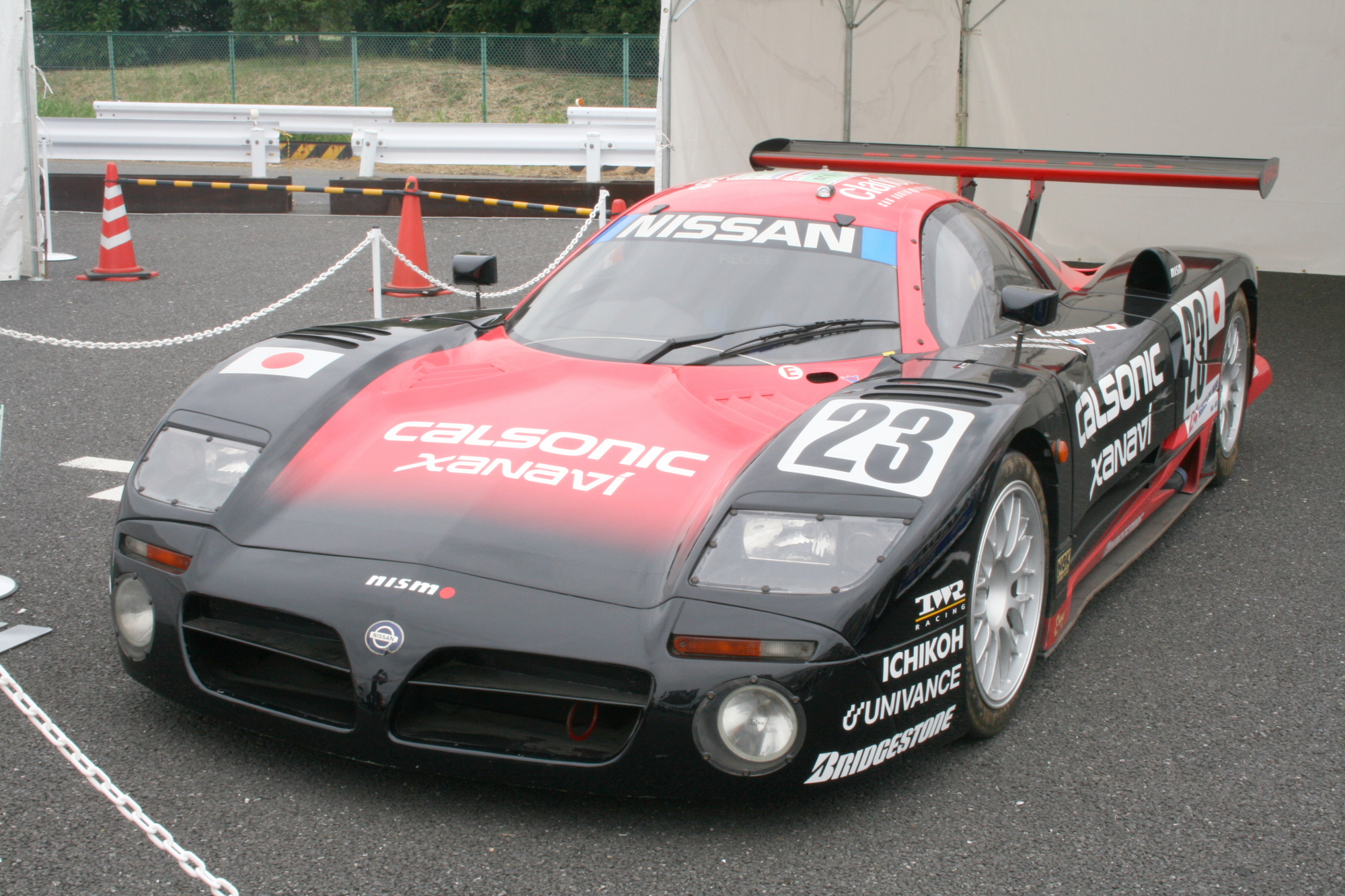
L'unica Nissan R390 GT1 giunta al traguardo, la #23

La 24 Ore di Le Mans 1997 è stata la 65ª maratona automobilistica svoltasi sul Circuit de la Sarthe di Le Mans, in Francia, il 14 e il 15 giugno 1997. Hanno gareggiato assieme tre classi di automobili da competizione, ognuna delle quali ha avuto il suo vincitore. Le vetture, appartenenti alle classi LMP, erano sport prototipo di categoria Le Mans Prototype appositamente progettati e costruiti per le gare, mentre le classi GT1 e GT2 comprendevano vetture derivate da automobili GT stradali.

## Contesto
In questa edizione una folta schiera di vetture GT1 contendono ad un numero ridotto di prototipi LMP la vittoria della corsa, questo confronto è reso possibile dalle norme tecniche in vigore: esse consentono alle GT1 potenze di oltre 600 CV, un peso minimo di 950 kg e un serbatoio carburante da 100 litri; i prototipi invece dispongono di potenze di circa 550 CV, il peso minimo è di 850 kg e il serbatoio della benzina ha una capienza di 80 litri. Nella classe prototipi la vettura più competitiva è senza dubbio la TWR-Porsche WSC-95, già vincitrice nell'edizione del 1996, oltre ad essa vi sono due Ferrari 333 SP e varie Courage C36 e C41. Nella classe GT1, le vetture più competitive sono: le Porsche 911 GT1, le Nissan R390 GT1 e le McLaren F1 GTR. La squadra ufficiale Porsche AG, schiera 2 vetture evoluzione (denominate 996 GT1 Evo), con diversa carrozzeria e migliorie alla veste aerodinamica, dispongono inoltre di un motore più potente rispetto allo step impiegato nel Campionato FIA GT, perché il regolamento ACO concede loro flange di dimensioni meno penalizzanti. La McLaren supportata dalla BMW Motorsport, ha introdotto invece una nuova versione a coda lunga della sua F1 GTR, con nuovi elementi aerodinamici e alleggerita. Mentre Porsche e McLaren dispongono di vetture collaudate essendo presenti dalle edizioni precedenti, la Nissan invece, dopo alcuni anni, ritorna a Le Mans in veste ufficiale gareggiando con una vettura GT1 espressamente realizzata dalla TWR per puntare alla vittoria.
Il Team Joest ottiene la pole position con la sua TWR-Porsche WSC-95 guidata da Michele Alboreto, sopravanzando le migliori vetture GT1.

## Gara
Dopo l'avvio della corsa le due Porsche GT1 ufficiali vanno in testa incalzate nelle prime fasi dalla TWR-Porsche; dopo poco più di un'ora la Ferrari 333 Sp #4 resta in pista senza benzina, dopo 2 ore e mezza la McLaren #42 ufficiale del team BMW Motorsport perde 32 minuti ai box per una perdita di acqua dal motore. Le Nissan soffrono problemi di surriscaldamento al cambio e sono costrette a varie soste a i box per riparazioni, le due R390 GT1 guidate dagli equipaggi più veloci si ritirano entrambe poco dopo le 04:00 di mattina a distanza di pochi minuti, per rottura del cambio.
Poco prima delle 08:00 un incidente toglie di scena la vettura che era in testa alla corsa, che esce banalmente di pista alla Curva Arnage senza poter più ripartire: quello che in un primo momento è sembrato essere un grave errore dell'esperto Bob Wollek si scoprira - a distanza di anni - essere stato causato da un'avaria al differenziale della sua 911 GT1 #25 ufficiale. JJ Lehto mentre è alla guida della McLaren F1 #42 compie un testa coda alla curva di Mulsanne e urta il muretto, nonostante rientri ai box la macchina non è riparabile. A quattro ore dal termine la Porsche 911 GT1 #26 guida la corsa con 2 giri di vantaggio sulla TWR-Porsche inseguitrice, seguita da tre McLaren F1.
Quando mancano poco più di 2 ore al termine della corsa, accade un colpo di scena, la Porsche 911 GT1 #26 guidata da Ralf Kelleners, che era in testa alla corsa da ormai 5 ore, si ferma improvvisamente sull'ultimo tratto dell'Hunaudières in prossimità del dosso di Mulsanne con il motore rotto, il pilota scende velocemente mentre la vettura prende fuoco. Pochi minuti più tardi anche la McLaren #39, che occupava la 4ª posizione, si ferma quasi nello stesso punto dove ha preso fuoco la Porsche, per analoghi problemi tecnici. La TWR-Porsche dell'equipaggio Michele Alboreto, Stefan Johansson e Tom Kristensen, priva ormai di avversari che possono contrastarne la leadership, vince la corsa, al 2º e al 3º posto due McLaren F1 GTR, la prima del team GTC Motorsport e la seconda del team BMW Motorsport.

## Classifica finale
I vincitori di classe sono scritti in grassetto e ombreggiati in giallo. Le vetture che non hanno coperto almeno il 70% della distanza coperta dal vincitore non vengono classificate.
| Posizione | Classe | N° | Squadra                                  | Piloti                                                           | Vettura                            | Pneumatici | Giri |
| Posizione | Classe | N° | Squadra                                  | Piloti                                                           | Motore                             | Pneumatici | Giri |
| --------- | ------ | -- | ---------------------------------------- | ---------------------------------------------------------------- | ---------------------------------- | ---------- | ---- |
| 1         | LMP    | 7  | Joest Racing                             | Michele Alboreto Stefan Johansson Tom Kristensen                 | TWR-Porsche WSC-95                 | G          | 361  |
| 1         | LMP    | 7  | Joest Racing                             | Michele Alboreto Stefan Johansson Tom Kristensen                 | Porsche Type-935 3.0L Turbo Flat-6 | G          | 361  |
| 2         | GT1    | 41 | Gulf Team Davidoff GTC Racing            | Jean-Marc Gounon Pierre-Henri Raphanel Anders Olofsson           | McLaren F1 GTR                     | M          | 360  |
| 2         | GT1    | 41 | Gulf Team Davidoff GTC Racing            | Jean-Marc Gounon Pierre-Henri Raphanel Anders Olofsson           | BMW S70 6.0L V12                   | M          | 360  |
| 3         | GT1    | 43 | Team BMW Motorsport BMW Team Schnitzer   | Peter Kox Roberto Ravaglia Éric Hélary                           | McLaren F1 GTR                     | M          | 358  |
| 3         | GT1    | 43 | Team BMW Motorsport BMW Team Schnitzer   | Peter Kox Roberto Ravaglia Éric Hélary                           | BMW S70 6.0L V12                   | M          | 358  |
| 4         | LMP    | 13 | Courage Compétition                      | Didier Cottaz Jérôme Policand Marc Goossens                      | Courage C41                        | M          | 336  |
| 4         | LMP    | 13 | Courage Compétition                      | Didier Cottaz Jérôme Policand Marc Goossens                      | Porsche Type-935 3.0L Turbo Flat-6 | M          | 336  |
| 5         | GT1    | 33 | Schübel Engineering                      | Pedro Lamy Armin Hahne Patrice Goueslard                         | Porsche 911 GT1                    | M          | 331  |
| 5         | GT1    | 33 | Schübel Engineering                      | Pedro Lamy Armin Hahne Patrice Goueslard                         | Porsche 3.2L Turbo Flat-6          | M          | 331  |
| 6         | LMP    | 3  | Moretti Racing Inc.                      | Gianpiero Moretti Didier Theys Max Papis                         | Ferrari 333 SP                     | Y          | 321  |
| 6         | LMP    | 3  | Moretti Racing Inc.                      | Gianpiero Moretti Didier Theys Max Papis                         | Ferrari F310E 4.0L V12             | Y          | 321  |
| 7         | LMP    | 8  | La Filière Elf                           | Henri Pescarolo Jean-Philippe Belloc Emmanuel Clerico            | Courage C36                        | M          | 319  |
| 7         | LMP    | 8  | La Filière Elf                           | Henri Pescarolo Jean-Philippe Belloc Emmanuel Clerico            | Porsche Type-935 3.0L Turbo Flat-6 | M          | 319  |
| 8         | GT1    | 27 | BMS Scuderia Italia                      | Pierluigi Martini Christian Pescatori Antônio Hermann de Azevedo | Porsche 911 GT1                    | P          | 317  |
| 8         | GT1    | 27 | BMS Scuderia Italia                      | Pierluigi Martini Christian Pescatori Antônio Hermann de Azevedo | Porsche 3.2L Turbo Flat-6          | P          | 317  |
| 9         | GT2    | 78 | Elf Haberthur Racing                     | Michel Neugarten Guy Martinolle Jean-Claude Lagniez              | Porsche 911 GT2                    | D          | 307  |
| 9         | GT2    | 78 | Elf Haberthur Racing                     | Michel Neugarten Guy Martinolle Jean-Claude Lagniez              | Porsche 3.6L Turbo Flat-6          | D          | 307  |
| 10        | GT2    | 74 | Roock Racing                             | André Ahrle Andy Pilgrim Bruno Eichmann                          | Porsche 911 GT2                    | M          | 306  |
| 10        | GT2    | 74 | Roock Racing                             | André Ahrle Andy Pilgrim Bruno Eichmann                          | Porsche 3.6L Turbo Flat-6          | M          | 306  |
| 11        | GT2    | 73 | Roock Racing                             | Manuel Mello-Breyner Tomaz Mello-Breyner Pedro Mello-Breyner     | Porsche 911 GT2                    | M          | 295  |
| 11        | GT2    | 73 | Roock Racing                             | Manuel Mello-Breyner Tomaz Mello-Breyner Pedro Mello-Breyner     | Porsche 3.6L Turbo Flat-6          | M          | 295  |
| 12        | GT1    | 23 | Nissan Motorsport TWR                    | Kazuyoshi Hoshino Érik Comas Masahiko Kageyama                   | Nissan R390 GT1                    | B          | 294  |
| 12        | GT1    | 23 | Nissan Motorsport TWR                    | Kazuyoshi Hoshino Érik Comas Masahiko Kageyama                   | Nissan VRH35L 3.5L Turbo V8        | B          | 294  |
| 13        | GT2    | 80 | GT Racing Team AG Roock Racing           | Claudia Hürtgen John Robinson Hugh Price                         | Porsche 911 GT2                    | P          | 280  |
| 13        | GT2    | 80 | GT Racing Team AG Roock Racing           | Claudia Hürtgen John Robinson Hugh Price                         | Porsche 3.6L Turbo Flat-6          | P          | 280  |
| 14        | GT2    | 63 | Viper Team Oreca                         | Justin Bell Pierre Yver John Morton                              | Chrysler Viper GTS-R               | M          | 278  |
| 14        | GT2    | 63 | Viper Team Oreca                         | Justin Bell Pierre Yver John Morton                              | Chrysler 8.0L V10                  | M          | 278  |
| 15        | GT2    | 64 | Chamberlain Engineering                  | Hans Hugenholtz Jari Nurminen Chris Gleason                      | Chrysler Viper GTS-R               | G          | 269  |
| 15        | GT2    | 64 | Chamberlain Engineering                  | Hans Hugenholtz Jari Nurminen Chris Gleason                      | Chrysler 8.0L V10                  | G          | 269  |
| 16        | LMP    | 10 | Courage Compétition                      | Fredrik Ekblom Jean-Louis Ricci Jean-Paul Libert                 | Courage C36                        | M          | 265  |
| 16        | LMP    | 10 | Courage Compétition                      | Fredrik Ekblom Jean-Louis Ricci Jean-Paul Libert                 | Porsche Type-935 3.0L Turbo Flat-6 | M          | 265  |
| 17        | LMP    | 15 | Team T.D.R. Mazdaspeed                   | Yojiro Terada Jim Downing Franck Fréon                           | Kudzu DLM-4                        | G          | 263  |
| 17        | LMP    | 15 | Team T.D.R. Mazdaspeed                   | Yojiro Terada Jim Downing Franck Fréon                           | Mazda R26B 2.6L 4-Rotor            | G          | 263  |
| 18 ABD    | GT1    | 26 | Porsche AG                               | Emmanuel Collard Ralf Kelleners Yannick Dalmas                   | Porsche 911 GT1                    | G          | 327  |
| 18 ABD    | GT1    | 26 | Porsche AG                               | Emmanuel Collard Ralf Kelleners Yannick Dalmas                   | Porsche 3.2L Turbo Flat-6          | G          | 327  |
| 19 ABD    | GT1    | 39 | Gulf Team Davidoff GTC Racing            | Ray Bellm Andrew Gilbert-Scott Masanori Sekiya                   | McLaren F1 GTR                     | M          | 326  |
| 19 ABD    | GT1    | 39 | Gulf Team Davidoff GTC Racing            | Ray Bellm Andrew Gilbert-Scott Masanori Sekiya                   | BMW S70 6.0L V12                   | M          | 326  |
| 20 ABD    | GT2    | 61 | Viper Team Oreca                         | Philippe Gache Olivier Beretta Dominique Dupuy                   | Chrysler Viper GTS-R               | M          | 263  |
| 20 ABD    | GT2    | 61 | Viper Team Oreca                         | Philippe Gache Olivier Beretta Dominique Dupuy                   | Chrysler 8.0L V10                  | M          | 263  |
| 21 ABD    | GT1    | 25 | Porsche AG                               | Hans-Joachim Stuck Thierry Boutsen Bob Wollek                    | Porsche 911 GT1                    | G          | 238  |
| 21 ABD    | GT1    | 25 | Porsche AG                               | Hans-Joachim Stuck Thierry Boutsen Bob Wollek                    | Porsche 3.2L Turbo Flat-6          | G          | 238  |
| 22 ABD    | GT1    | 42 | Team BMW Motorsport BMW Team Schnitzer   | JJ Lehto Steve Soper Nelson Piquet                               | McLaren F1 GTR                     | M          | 236  |
| 22 ABD    | GT1    | 42 | Team BMW Motorsport BMW Team Schnitzer   | JJ Lehto Steve Soper Nelson Piquet                               | BMW S70 6.0L V12                   | M          | 236  |
| 23 ABD    | GT1    | 29 | JB Racing                                | Jürgen von Gartzen Olivier Thévenin Alain Ferté                  | Porsche 911 GT1                    | M          | 236  |
| 23 ABD    | GT1    | 29 | JB Racing                                | Jürgen von Gartzen Olivier Thévenin Alain Ferté                  | Porsche 3.2L Turbo Flat-6          | M          | 236  |
| 24 ABD    | GT1    | 54 | David Price Racing                       | Andy Wallace James Weaver Butch Leitzinger                       | Panoz Esperante GTR-1              | G          | 236  |
| 24 ABD    | GT1    | 54 | David Price Racing                       | Andy Wallace James Weaver Butch Leitzinger                       | Ford (Roush) 6.0L V8               | G          | 236  |
| 25 ABD    | GT1    | 30 | Kremer Racing                            | Christophe Bouchut Andy Evans Bertrand Gachot                    | Porsche 911 GT1                    | G          | 207  |
| 25 ABD    | GT1    | 30 | Kremer Racing                            | Christophe Bouchut Andy Evans Bertrand Gachot                    | Porsche 3.2L Turbo Flat-6          | G          | 207  |
| 26 ABD    | GT2    | 75 | Larbre Compétition                       | Patrick Bourdais Peter Kitchak André Lara-Rezende                | Porsche 911 GT2                    | M          | 205  |
| 26 ABD    | GT2    | 75 | Larbre Compétition                       | Patrick Bourdais Peter Kitchak André Lara-Rezende                | Porsche 3.6L Turbo Flat-6          | M          | 205  |
| 27 ABD    | LMP    | 9  | Courage Compétition                      | Mario Andretti Michael Andretti Olivier Grouillard               | Courage C36                        | M          | 197  |
| 27 ABD    | LMP    | 9  | Courage Compétition                      | Mario Andretti Michael Andretti Olivier Grouillard               | Porsche Type-935 3.0L Turbo Flat-6 | M          | 197  |
| 28 ABD    | GT1    | 52 | DAMS                                     | Franck Lagorce Éric Bernard Jean-Christophe Boullion             | Panoz Esperante GTR-1              | M          | 149  |
| 28 ABD    | GT1    | 52 | DAMS                                     | Franck Lagorce Éric Bernard Jean-Christophe Boullion             | Ford (Roush) 6.0L V8               | M          | 149  |
| 29 ABD    | GT1    | 55 | David Price Racing                       | David Brabham Perry McCarthy Doc Bundy                           | Panoz Esperante GTR-1              | G          | 145  |
| 29 ABD    | GT1    | 55 | David Price Racing                       | David Brabham Perry McCarthy Doc Bundy                           | Ford (Roush) 6.0L V8               | G          | 145  |
| 30 ABD    | GT1    | 21 | Nissan Motorsport TWR                    | Martin Brundle Jörg Müller Wayne Taylor                          | Nissan R390 GT1                    | B          | 139  |
| 30 ABD    | GT1    | 21 | Nissan Motorsport TWR                    | Martin Brundle Jörg Müller Wayne Taylor                          | Nissan VRH35L 3.5L Turbo V8        | B          | 139  |
| 31 ABD    | GT1    | 28 | Konrad Motorsport                        | Franz Konrad Mauro Baldi Robert Nearn                            | Porsche 911 GT1                    | P          | 138  |
| 31 ABD    | GT1    | 28 | Konrad Motorsport                        | Franz Konrad Mauro Baldi Robert Nearn                            | Porsche 3.2L Turbo Flat-6          | P          | 138  |
| 32 ABD    | GT2    | 67 | Saleen-Allen Speedlab Cirtek Racing      | Steve Saleen Price Cobb Carlos Palau                             | Saleen Mustang RRR                 | D          | 133  |
| 32 ABD    | GT2    | 67 | Saleen-Allen Speedlab Cirtek Racing      | Steve Saleen Price Cobb Carlos Palau                             | Ford 5.9L V8                       | D          | 133  |
| 33 ABD    | GT2    | 79 | Konrad Motorsport                        | Toni Seiler Larry Schumacher Michel Ligonnet                     | Porsche 911 GT2                    | P          | 126  |
| 33 ABD    | GT2    | 79 | Konrad Motorsport                        | Toni Seiler Larry Schumacher Michel Ligonnet                     | Porsche 3.2L Turbo Flat-6          | P          | 126  |
| 34 ABD    | GT1    | 22 | Nissan Motorsport TWR                    | Riccardo Patrese Eric van de Poele Aguri Suzuki                  | Nissan R390 GT1                    | B          | 121  |
| 34 ABD    | GT1    | 22 | Nissan Motorsport TWR                    | Riccardo Patrese Eric van de Poele Aguri Suzuki                  | Nissan VRH35L 3.5L Turbo V8        | B          | 121  |
| 35 ABD    | GT1    | 49 | GT1 Lotus Racing                         | Jan Lammers Mike Hezemans Alexander Grau                         | Lotus Elise GT1                    | M          | 121  |
| 35 ABD    | GT1    | 49 | GT1 Lotus Racing                         | Jan Lammers Mike Hezemans Alexander Grau                         | Chevrolet LT5 6.0L V8              | M          | 121  |
| 36 ABD    | LMP    | 5  | Kremer Racing                            | Tomas Saldaña Carl Rosenblad Jürgen Lässig                       | Kremer K8 Spyder                   | G          | 103  |
| 36 ABD    | LMP    | 5  | Kremer Racing                            | Tomas Saldaña Carl Rosenblad Jürgen Lässig                       | Porsche Type-935 3.0L Turbo Flat-6 | G          | 103  |
| 37 ABD    | GT2    | 84 | Stadler Motorsport                       | Enzo Calderari Lilian Bryner Angelo Zadra                        | Porsche 911 GT2                    | P          | 98   |
| 37 ABD    | GT2    | 84 | Stadler Motorsport                       | Enzo Calderari Lilian Bryner Angelo Zadra                        | Porsche 3.6L Turbo Flat-6          | P          | 98   |
| 38 ABD    | GT1    | 44 | Team Lark McLaren Parabolica Motorsports | Akihiko Nakaya Keiichi Tsuchiya Gary Ayles                       | McLaren F1 GTR                     | M          | 88   |
| 38 ABD    | GT1    | 44 | Team Lark McLaren Parabolica Motorsports | Akihiko Nakaya Keiichi Tsuchiya Gary Ayles                       | BMW S70 6.0L V12                   | M          | 88   |
| 39 ABD    | GT2    | 77 | Chereau Sports Larbre Compétition        | Jean-Luc Chereau Jack Leconte Jean-Pierre Jarier                 | Porsche 911 GT2                    | M          | 77   |
| 39 ABD    | GT2    | 77 | Chereau Sports Larbre Compétition        | Jean-Luc Chereau Jack Leconte Jean-Pierre Jarier                 | Porsche 3.6L Turbo Flat-6          | M          | 77   |
| 40 ABD    | GT1    | 46 | Newcastle Utd Lister                     | Julian Bailey Thomas Erdos Mark Skaife                           | Lister Storm GTL                   | D          | 77   |
| 40 ABD    | GT1    | 46 | Newcastle Utd Lister                     | Julian Bailey Thomas Erdos Mark Skaife                           | Jaguar 7.0L V12                    | D          | 77   |
| 41 ABD    | GT2    | 62 | Viper Team Oreca                         | Tommy Archer Soheil Ayari Marc Duez                              | Chrysler Viper GTS-R               | M          | 76   |
| 41 ABD    | GT2    | 62 | Viper Team Oreca                         | Tommy Archer Soheil Ayari Marc Duez                              | Chrysler 8.0L V10                  | M          | 76   |
| 42 ABD    | GT2    | 60 | Agusta Racing Team Ltd.                  | Almo Coppelli Ricardo Agusta Eric Graham                         | Callaway Corvette LM-GT            | D          | 45   |
| 42 ABD    | GT2    | 60 | Agusta Racing Team Ltd.                  | Almo Coppelli Ricardo Agusta Eric Graham                         | Chevrolet LT1 6.2L V8              | D          | 45   |
| 43 ABD    | GT2    | 66 | Saleen-Allen Speedlab Cirtek Racing      | David Warnock Rob Schirle Allen Lloyd                            | Saleen Mustang RRR                 | D          | 28   |
| 43 ABD    | GT2    | 66 | Saleen-Allen Speedlab Cirtek Racing      | David Warnock Rob Schirle Allen Lloyd                            | Ford 5.9L V8                       | D          | 28   |
| 44 ABD    | GT1    | 45 | Newcastle Utd Lister                     | Geoff Lees Tiff Needell George Fouché                            | Lister Storm GTL                   | D          | 21   |
| 44 ABD    | GT1    | 45 | Newcastle Utd Lister                     | Geoff Lees Tiff Needell George Fouché                            | Jaguar 7.0L V12                    | D          | 21   |
| 45 ABD    | LMP    | 4  | Pilot Racing                             | Michel Ferté Adrián Campos Charlie Nearburg                      | Ferrari 333 SP                     | D          | 18   |
| 45 ABD    | LMP    | 4  | Pilot Racing                             | Michel Ferté Adrián Campos Charlie Nearburg                      | Ferrari F310E 4.0L V12             | D          | 18   |
| 46 ABD    | GT2    | 70 | Marcos Racing International              | Cor Euser Takaji Suzuki Harald Becker                            | Marcos Mantara LM600               | D          | 15   |
| 46 ABD    | GT2    | 70 | Marcos Racing International              | Cor Euser Takaji Suzuki Harald Becker                            | Chevrolet 5.9L V8                  | D          | 15   |
| 47 ABD    | GT1    | 32 | Roock Racing                             | Stéphane Ortelli Allan McNish Karl Wendlinger                    | Porsche 911 GT1                    | M          | 8    |
| 47 ABD    | GT1    | 32 | Roock Racing                             | Stéphane Ortelli Allan McNish Karl Wendlinger                    | Porsche 3.2L Turbo Flat-6          | M          | 8    |
| 48 ABD    | LMP    | 14 | Pacific Racing Ltd.                      | Harri Toivonen Eliseo Salazar Jesús Pareja                       | BRM P301                           | P          | 6    |
| 48 ABD    | LMP    | 14 | Pacific Racing Ltd.                      | Harri Toivonen Eliseo Salazar Jesús Pareja                       | Nissan 3.0L Turbo V6               | P          | 6    |
| NP        | GT1    | 40 | Gulf Team Davidoff GTC Racing            | John Nielsen Thomas Bscher Chris Goodwin                         | McLaren F1 GTR                     | M          | -    |
| NP        | GT1    | 40 | Gulf Team Davidoff GTC Racing            | John Nielsen Thomas Bscher Chris Goodwin                         | BMW S70 6.0L V12                   | M          | -    |

Leggenda:
- ABD=Abbandono NP=Non partita

## Giri in testa alla corsa
- 1. 25 Porsche 911 GT1 - Porsche AG : 181 (1-3 / 11-12 / 49 / 60-199 / 204-238)
  2. 7 TWR Porsche WSC-95 - Joest Racing : 58 (4-7 / 15-22 / 27-35 / 328-361)
  3. 43 McLaren F1 GTR - Team BMW Motorsport : 1 (13)
  4. 22 Nissan R390 GT1 - Nissan Motorsport : 1 (14)
  5. 42 McLaren F1 GTR - Team BMW Motorsport : 8 (23-26 / 37-40)
  6. 26 Porsche 911 GT1 - Porsche AG : 112 (36 / 41-48 / 50-59 / 200-203 / 239-327)

## Statistiche
- Pole Position - Michele Alboreto su #7 TWR Porsche - Joest Racing - 3:41.581
- Giro più veloce in gara - Tom Kristensen su #7 TWR Porsche - Joest Racing - 3:45.068 al giro n° 210
- Distanza - 4.609,600 km
- Velocità media - 204,186 km/h
- Velocità massima - 326 km/h Porsche 911 GT1 (in prova) - 313 km/h Nissan R390 GT1 (in gara)